# Fallmühle (Weigendorf)
Fallmühle ist eine Einöde und Ortsteil der Gemeinde Weigendorf im Landkreis Amberg-Sulzbach in der Oberpfalz in Bayern.

## Geografie, Geologie
Die Einöde liegt am Ende des Högenbachtals. Sie ist nur über den Ort Weigendorf erreichbar. Fallmühle liegt direkt an der Grenze zur Gemeinde Pommelsbrunn (Landkreis Nürnberger Land (Mittelfranken)). Nördlich liegt der Ort Weigendorf, im Südosten liegen Heilbronnthal (Weigendorf) und Haunritz (Weigendorf), westlich liegt Hartmannshof (Pommelsbrunn (Landkreis Nürnberger Land)).

## Geschichte
Im Ortsteil Fallmühle befindet sich die gleichnamige Mühle, die, als eine von sieben Mühlen zwischen Högen und Weigendorf, vom Högenbach angetrieben wurde. Sie stammt aus dem 17. oder 18. Jahrhundert.